# Batalla de Lopera
La batalla de Lopera constituyó el escenario de uno de los enfrentamientos más importantes en el llamado Frente de Andalucía durante la guerra civil española. La batalla de Lopera se desarrolló en la localidad de dicho nombre (situada en la provincia de Jaén) entre los días 27 y 29 de diciembre de 1936. Murieron varios centenares de brigadistas internacionales que pertenecían a la XIV Brigada Internacional, entre los que se encontraban los poetas ingleses Ralph Fox y John Cornford.

## Fuerzas contendientes
Por parte republicana se encontraba la XIV Brigada Internacional, de reciente formación, y compuesta por ingleses y franceses que estaban repartidos en 3 compañías. La brigada fue trasladada por ferrocarril al frente de Andújar el 24 de diciembre.
Frente a las brigadas internacionales estaba la Columna del comandante Redondo, compuesta fundamentalmente por la brigada de choque del requeté andaluz, formada a su vez por los tercios de la Virgen de los Reyes de Sevilla liderado por el capitán Barrau, Virgen del Rocío de Huelva, Virgen de la Merced de Jerez, Isabel la Católica de Granada, Angustias y San Rafael de Córdoba (representantes de las distintas provincias andaluzas), así como fuerzas del Batallón de Cádiz y de la Caballería de Sevilla. Como nota curiosa, los tamboriles y gaitas del Tercio Virgen del Rocío de Huelva acompañaban el avance de las tropas, como si se trataran de las cornamusas de los Royal Highlanders escoceses.

## Desarrollo de las operaciones
En el momento en que la batalla en torno a Madrid concluía, se planteó en el Estado Mayor Central republicano la opción de lanzar una ofensiva en el Frente de Córdoba. En este sector acababa de organizarse un nuevo Ejército del Sur a las órdenes del general Martínez Monge y formado por columnas que estaban en proceso de transformarse en Brigadas Mixtas. A la vez que se discutían las posibles opciones, coincidió con que los sublevados también lanzaban una ofensiva menor en este sector, la luego denominada Campaña de la Aceituna. Los mandos republicanos acordaron seguir con sus planes y lanzar una ofensiva propia para hacer frente al ataque de los sublevados.
La víspera de Navidad las tropas sublevadas habían conquistado la población de Lopera, también la fecha en que los internacionales fueron enviados por tren al frente del sur desde sus bases en Albacete. El 27 de diciembre los ingleses de la Compañía n.º 1 atacaron Lopera con un escueto apoyo de la artillería y aviación republicanas. El ataque fracasó estrepitosamente debido a las defensas de los sublevados en la población y los internacionales sufrieron abundantes bajas, muriendo el joven poeta Ralph Fox, comisario de la Compañía, así como el voluntario Tommy Wood que murió a los 17 años. Al día siguiente se hizo una nueva tentativa que volvió a fallar por la enconada resistencia de los sublevados, y en la que murió otro prometedor poeta inglés, esta vez John Cornford. Sin embargo, en esta ocasión también cayó Pepe "El Algabeño", un torero sevillano que se había metido a falangista y que, ahora como ayudante de Queipo de Llano, mandaba una de las columnas durante la campaña de la Aceituna. El 29 de diciembre se suspendió el ataque republicano ante la cantidad de bajas sufridas, pero los sublevados se vieron asimismo en serias dificultades para continuar con su avance y suspendieron su propia ofensiva.

## Resultados
Tras el fracaso de la acción en Lopera, el Inspector general de las brigadas, André Marty, se presentó en el cuartel general del General Walter para depurar responsabilidades. El comandante del Batallón "La Marseillaise", Gaston Delasalle, fue acusado de traición y espionaje, y fusilado. A pesar de la estrepitosa derrota en Lopera, el avance franquista hacia Andújar y Jaén capital fue detenido, manteniéndose definida la Línea del frente bélico hasta el final de la guerra. Esta fue la última vez que las brigadas internacionales actuaron en el Frente andaluz.

## Exposición museística
Un grupo de amigos, mediante la Asociación Cultural Batalla de Lopera, pone en marcha la Exposición museística de la batalla de Lopera. El fin de esta Asociación es seguir investigando y dar a conocer la importancia de Batalla de Lopera. En el citado museo se pueden encontrar restos de la contienda como uniformes de los brigadistas, proyectiles (desactivados), balas, entre otros. La visita a la exposición se realiza de forma gratuita.